# Pristava, Nova Gorica
Pristava je strnjeno naselje s skoraj 400 prebivalci v Mestni občini Nova Gorica ter eno od štirih primestnih predelov Nove Gorice, (poleg Solkana, Rožne Doline in Kromberka).
Nahaja se v dolinici tik ob meji z Italijo, med flišnima gričema Rafut (142 m) z istoimensko vilo ter Kostanjevico (168 m), s tamkajšnim frančiškanskim samostanom. Na Rafutu je ob vili zapuščen park z eksotičnim rastlinjem. Na vseh razpoložljivih zemljiščih so v zadnjih desetletjih zrasle stanovanjske hiše.